# Papenburg

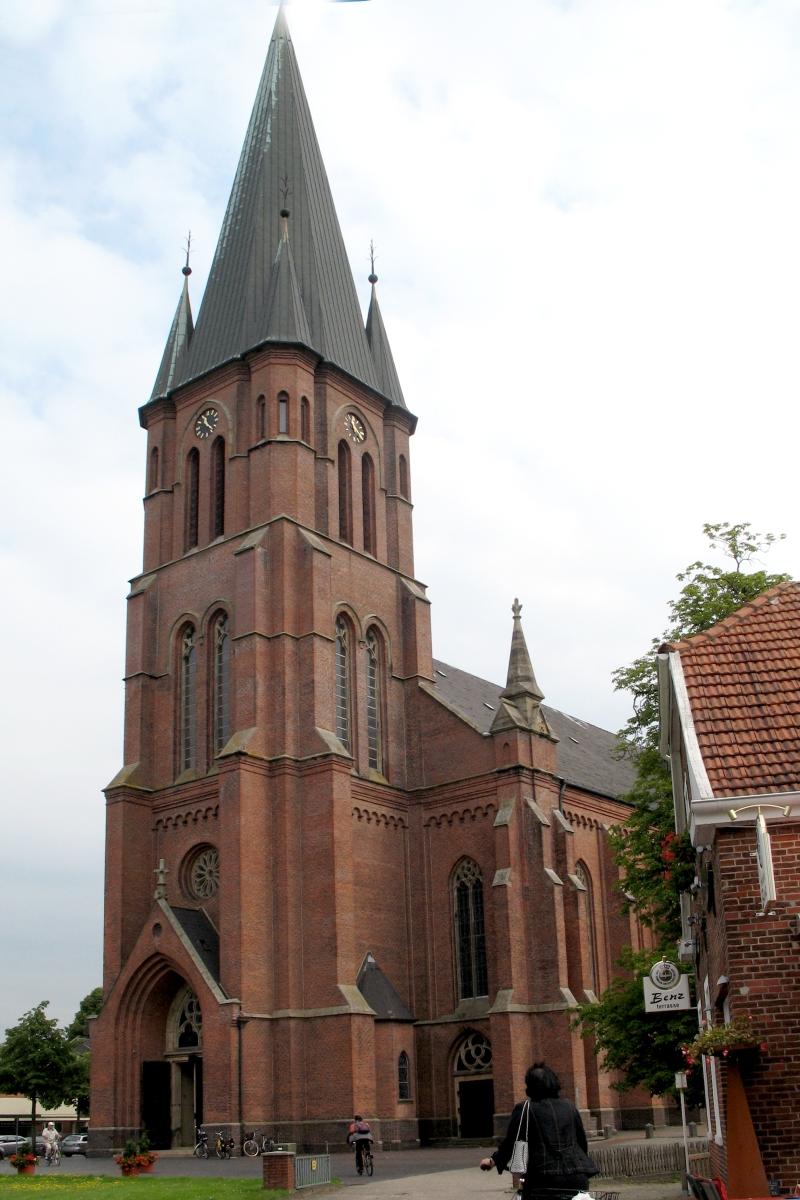
Kościół w Papenburgu

Papenburg – miasto i jednocześnie gmina samodzielna (niem. Einheitsgemeinde) położone na północy Niemiec, w kraju związkowym Dolna Saksonia, w powiecie Emsland, nad rzeką Ems, liczy ok. 35,2 tysiąca mieszkańców.
Posiada rozwinięty przemysł stoczniowy (Meyer Werft), maszynowy oraz przetwórczy, w którym dominującą rolę odgrywa przetwórstwo rolno-spożywcze.
W 1933 zorganizowano tu obóz koncentracyjny, głównie dla przeciwników politycznych hitleryzmu.
W mieście znajduje się stacja kolejowa.
W mieście tym po wojnie, w starym obozie, był zorganizowany obóz dla Polaków, tzw. dipisów, czyli displaced persons. Tadeusz Nowakowski opisał go w wydanej w 1957 roku powieści „Obóz Wszystkich Świętych”.

## Dzielnice miasta
| 1. Aschendorf 2. Herbrum 3. Tunxdorf 4. Nenndorf 5. Bokel 6. Untenende 7. Obenende |

## Współpraca
- Rochefort, Francja
- Ruda Śląska, Polska
- Stadskanaal, Holandia
- Torrelavega, Hiszpania